# Paktoxotus pallidus
Paktoxotus pallidus är en skalbaggsart som beskrevs av Holzschuh 1974. Paktoxotus pallidus ingår i släktet Paktoxotus och familjen långhorningar.
Artens utbredningsområde är Pakistan. Inga underarter finns listade i Catalogue of Life.